# Мальчик, вытаскивающий занозу
«Мальчик, вытаскивающий занозу», «Мальчик, извлекающий занозу» (Spinario; Fedele, Fedelino) — римская бронзовая скульптура сер. I в. до н. э., копия греческой скульптуры эллинистического периода III в. до н. э. Находится в Риме в Капитолийском музее (Зал торжеств, MC 1186). Изображает обнажённого мальчика, сидящего на камне и вытаскивающего шип из своей левой ноги, что, вероятно, является отсылкой к пасторальным идиллиям, известным по эллинистической поэзии. Автор неизвестен.

## Название и сюжет
В XVIII веке скульптуру называли «Верный» (Il Fedele), увязывая со следующим историческим анекдотом из римской истории: будто бы Марций, пастух из провинции Виторкиано недалеко от Витербо, был послан, чтобы предупредить римлян о наступлении врагов. Страдая от раны в ступне, вызванной занозой, он не остановился, пока не достиг Капитолия, после чего он скончался от спазма, вызванного раной.
Мифологические толкователи выдвигают версию, что изображённый мальчик — Локр, сын Зевса и Маэры (дочери Протея), который является предком локрийцев. Согласно преданию, он получил ранение вблизи будущей Локриды, увидел во сне пророчество и основал город.
В Средневековье шип являлся символом первородного греха, поэтому скульптуру аллегорически толковали в качестве образа грешника, пытающегося обрести спасение.
По одной из версий, спартанский мальчик во время состязания в беге занозил ногу, превозмогая боль продолжил бег и первым прибежал к цели. Только после этого он вытащил занозу

## История
Статуя уникальна тем, что она не терялась из виду во времена Средних веков, всегда оставаясь доступной для обозрения (в отличие от многих других антиков, которые с триумфом будут извлекать из земли в эпоху Ренессанса).
- В 1160-е гг. наваррский раввин Вениамин Тудельский описывал её, стоящую перед Латеранским дворцом, сравнивая мальчика с Авессаломом, совершенным с головы до пят.
- В 1470-е гг., вероятно, был перенесен в Палаццо-дей-Консерватори по приказу папы Сикста IV.
- 1499—1500 гг. — первые упоминания о статуе на новом месте.

## Реплики и копии
Мраморный вариант (реплика бронзового оригинала) скульптуры, найденный на Эсквилине, попал в собрание Медичи и сейчас выставлен в Уффици. Будучи весьма популярен при дворе Лоренцо Великолепного он, по-видимому, вдохновлял не только Брунеллески, но и Мазаччо. Археологические раскопки XIX и XX веков позволили выявить новые варианты этой скульптурной композиции. Один из них хранится в Британском музее в Лондоне, другой вариант находится в Старом музее в Берлине.
«Мальчик» был одной из первых римских статуй, которые принялись копировать на заре Возрождения. Одну копию заказала для себя Изабелла д’Эсте, другая (в натуральную величину) была отлита Антонелло Гаджини для фонтана в Мессине. Якопо Сансовино повторил скульптуру для Франциска I; посредником при дарении выступил Бенвенуто Челлини. Гипсовые слепки распространились по всей Европе; один из них изображён на натюрморте «малого голландца» Питера Класа.
Копия скульптуры находится вблизи Галереи Гонзаго в Павловске, а также расположена в Крыму в заповеднике Никитского ботанического сада.